# Münsingen (Berne)
Pour les articles homonymes, voir Münsingen.
Münsingen, appelée en français Munisenges, est une ville et une commune suisse du canton de Berne, située dans l'arrondissement administratif de Berne-Mittelland.

## Géographie
Münsingen mesure 15,75 km2. La ville est située entre Berne et Thoune, à proximité de l’Aar.

## Démographie
Münsingen compte 13 113 habitants au 31 décembre 2023. Sa densité de population atteint 833 hab./km2.

## Histoire

Photo aérienne prise à 400 m par Walter Mittelholzer (1925)

La présence d’un village celtique est attestée vers 400 ans av. J.-C. (vestige d’une nécropole). Les restes d’une villa romaine ont été mis au jour.
Depuis 1895, Münsingen abrite un centre cantonal de psychiatrie (de).
La commune a annexé le 1er janvier 2013 la commune voisine de Trimstein, puis celle de Tägertschi le 1er janvier 2017.

## Culture et patrimoine

### Héraldique
| Blason | Blasonnement : De gueules au chef-pal d'argent |

### Monuments et curiosités
- Château de Münsingen
- Blumenstein
- Auberge Bären (Ours) datant de 1579
- Pavement de Neptune dans les ruines de la villa romaine[5]
- Nécropole celtique et mosaïque romaine à Münsingen[6]

## Transports
- Ligne ferroviaire CFF Berne-Thoune.
- Autoroute A6 Bienne-Wimmis, sortie 14.

## Jumelage
Münsingen est jumelée avec Humpolec, République tchèque.

## Personnalités
- Franz Schnyder, cinéaste, auteur du film Gilberte de Courgenay.
- Ernst Hodel (II) dit « le jeune », artiste peintre, fils de Ernst Hodel I, né en 1881, décédé à Lucerne en 1955.
- Ulrich Schärer, fondateur en 1965 des systèmes d'aménagement USM.
- Melanie Oesch (1987-...).
- Dominic Stricker (2002-...), joueur de tennis, y est né.
- Le peintre d'art brut Heinrich Anton Müller (1869-1930) a été interné et est mort à la clinique psychiatrique de Münsingen.